# Georg F. Thoma
Georg F. Thoma (* 27. November 1944 in Trier) ist ein deutscher Rechtsanwalt.

## Leben
Georg F. Thoma studierte nach dem Abitur 1966 (Prüm/Eifel) Rechtswissenschaften in Freiburg im Breisgau und Bonn.
Er ist seit 1975 als Rechtsanwalt in Düsseldorf tätig. In den Jahren 1977 und 1978 praktizierte er bei Linklaters & Paines (heute Linklaters) in London und 1978 bei Shearman & Sterling in New York. Seine Tätigkeit in Düsseldorf setzte er 1979 in der Sozietät Galler Meyer-Landrut Miller fort, seit 1980 als Partner. 1991 wurde Georg F. Thoma Gründungspartner für die deutsche Praxis von Shearman & Sterling und ist seit Januar 2015 Of Counsel dieser Sozietät.
Schwerpunkt der anwaltlichen Tätigkeit von Georg F. Thoma ist das Gesellschaftsrecht, insbesondere das Aktien- und Konzernrecht, das Übernahme- und Wertpapierrecht, Bankrecht, Mergers & Acquisitions, Restrukturierung von Unternehmen sowie große Schiedsverfahren. Er berät nationale und internationale Unternehmen. In seiner Beratungspraxis hat er bei für Deutschland wesentlichen Transaktionen entscheidend mitgewirkt, wie bei nationalen Übernahmen und Zusammenschlüssen (ThyssenKrupp, E.ON (Veba/Viag)), (Dresdner durch Allianz SE) und internationalen Übernahmen und Zusammenschlüssen (u. a. Daimler Chrysler, Allianz / RAS), der Umwandlung von Aktiengesellschaften in Europäische Aktiengesellschaften (SE) (Allianz, BASF, Fresenius) sowie Restrukturierungen und Desinvestition (u. a. Chrysler durch Daimler, Dresdner Bank durch Allianz, Sal. Oppenheim). Weitere wesentliche Schwerpunkte seiner Tätigkeit waren die Privatisierungen in Mitteldeutschland (Leuna, Buna, Bitterfeld, LAUBAG, MIBRAG, VEAG, Mitteldeutsche Kali) in den Jahren 1991 bis 1995.
Zu seinem bekanntesten Transaktionen zählt der Einstieg des Emirats Abu Dhabi mittels der Investmentgesellschaft Aabar bei Daimler-Benz. Vorher halft er der Allianz beim Kauf des französischen Versicherungskonzerns AGF und hatt Daimler bei der Übernahme von Chrysler beraten.
Georg F. Thoma ist verheiratet und hat eine Tochter und drei Söhne.

## Medienberichterstattung
Thoma war seit 2013 Mitglied des Aufsichtsrats der Deutschen Bank. Am 28. April 2016 legte er sein Aufsichtsmandat nieder und trat damit auch von seinem Amt als Vorsitzender des Integritätsausschusses zurück. Seine Entscheidung zum Rücktritt habe Thoma getroffen, nachdem alle Mitglieder im Aufsichtsrat der Rücktrittsempfehlung des Nominierungsrats „einhellig“ zugestimmt hätten. Seine Arbeit im Aufsichtsrat war heftiger Kritik ausgesetzt gewesen, da er „die interne Aufarbeitung diverser Skandale“ allzu engagiert betreibe. Der Rücktritt löste eine weitere breite Medienberichterstattung aus.
Das Manager Magazin hielt ihn 2017 für einen der versiertesten deutschen Wirtschaftsanwälte. Der Spiegel kürte ihn 2012 schon während der Aufsichtsratzeit bei der DB zu einem „der größten Einflüsterer der Republik“. Die Wirtschaftswoche nannte ihn 2010 „einen der besten Unternehmensanwälte Deutschlands“. Laut Magazin Focus (2010) gehört er „unbestritten zu den Stars der Branche“. Laut dem JUVE Verlag (2022) war Thoma in den 2000er-Jahren eine „Galionsfigur“ und nahm eine führende Rolle bei der Beratung der deutschen Industrie ein.

## Mitgliedschaft
Georg F. Thoma ist Mitglied des Kuratoriums und Arbeitsausschusses der Stiftung Museum Kunstpalast Düsseldorf, Mitglied des Kuratoriums der Stiftung Situation Kunst, Bochum, des Vorstands der Bürgerstiftung Düsseldorf.

## Auszeichnungen
- 2005: Ehrendoktortitel der Betriebswirtschaft, EBS Universität für Wirtschaft und Recht in Oestrich-Winkel[21]
- 2010: Chambers Lifetime Achievement Award[22]

## Veröffentlichungen
Er ist mit Theodor Baums Herausgeber und Mitautor von:
- WpÜG – Kommentar zum Wertpapiererwerbs- und Übernahmegesetz – Köln, Loseblattausgabe